# Прибрежное (Винницкая область)
Прибрежное (укр. Прибережне) — село на Украине, находится в Оратовском районе Винницкой области.
Код КОАТУУ — 0523155101. Население по переписи 2001 года составляет 242 человека. Почтовый индекс — 22600. Телефонный код — 4330.
Занимает площадь 0,731 км².

## История
- В 1945 г. Указом Президиума ВС УССР село Казимировка переименовано в Прибрежное (укр. Прибережне)[1].

## Адрес местного совета
22600, Винницкая область, Оратовский р-н, пгт. Оратов, ул. Парковая, 14